# 국가교통위원회
국가교통위원회는 국가교통체계에 관한 중요정책 등을 심의하기 위하여 설치된 대한민국 국토교통부 소속의 자문위원회이다.

## 설치근거
- 교통체계효율화법 제105조, 106조 및 시행령 103조

## 기능
- 국가기간교통망계획, 중기투자계획의 수립 및 변경
- 육상·해상·항공교통정책, 교통기술개발, 교통투자개선 등

## 조직
- 위원장 : 국토교통부 장관
- 위원 : 총 25명 (당연직 13, 위촉직 12)

## 회의
- 본회의
- 분과회의
  - 국가교통조정정책
  - 국가첨단교통
  - 국가교통안전
  - 광역교통정책
  - 도시교통정책
  - 대중교통평가